# Yttygran
Yttygran (auch Itygran oder Ittygran, russisch Ыттыгран, Итыгран oder Иттыгран, Yupik-Sprache Sikluk) ist eine unbewohnte, russische Insel im Beringmeer vor der Küste der Tschuktschen-Halbinsel. Sie gehört administrativ zum Rajon Prowidenija im Autonomen Kreis der Tschuktschen.

## Geographie
Yttygran liegt direkt vor der Küste der Tschuktschen-Halbinsel, von der die Insel im Nordwesten durch die hier 5,3 km breite Senjawin-Straße, im Süden durch die 1,5 km breite Tschijetschengkujym-Straße getrennt ist. 4,4 km nördlich liegt die größere Nachbarinsel Arakamtschetschen, 2,3 km nordwestlich das Eiland Kinkay. Östlich ist Yttygran der Vogelfelsen Nuneangan vorgelagert. Yttygran ist 13,8 km lang, im Osten 6,4 km, im Westen nur 2,3 km breit.

## Flora und Fauna
Die vorherrschende Vegetationsform auf der Insel ist die Tundra. Es gibt im Gebiet der Senjawin-Straße einige endemische Arten, und auch amerikanische Pflanzen von jenseits der Beringstraße sind hier anzutreffen.
An Säugetieren kommen auf Yttygran die Nordische Wühlmaus, der Sibirische Lemming und der Polarfuchs vor. Das umgebende Meer ist saisonal reich an Grauwalen und Belugas. Gelegentliche Gäste sind der Schwertwal und der Grönlandwal. Auf den benachbarten Inseln gibt es Walrosskolonien.
Yttygrans felsige Küste bietet einer Reihe von Seevögeln gute Brutbedingungen. Die Kolonien werden vor allem von Dickschnabel- und Trottellummen gebildet. Es brüten hier aber auch Meerscharben, Eismöwen, Dreizehenmöwen, Taubenteisten, Hornlunde und Gelbschopflunde.

## Walallee

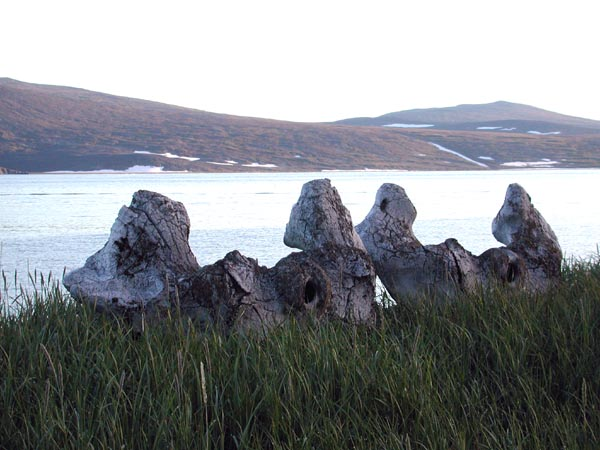
Walallee

Friedrich Benjamin von Lütke kartierte die Insel 1827 während seiner Weltumseglung mit der Senjawin. Yttygran wurde auch später immer wieder von europäischen Forschungsreisenden besucht, beispielsweise am 9./10. September 1881 von den Brüdern Aurel und Arthur Krause, die im Auftrag der Bremer Geographischen Gesellschaft die Küste der Tschuktschen-Halbinsel bereisten. Deshalb stellte der Fund der Walallee (russisch китовая аллея) im Jahre 1976 eine wissenschaftliche Sensation dar. Die etwa 400 m lange „Allee“ nahe Kap Konowak an der Nordküste der Insel besteht aus zwei parallelen Reihen in Gruppen angeordneter Schädel (insgesamt 47) und als Pfosten in den Boden gesteckter Kieferknochen, die von Grönlandwalen stammen. An einem angrenzenden mit Gesteinsschutt bedeckten Hang befinden sich etwa 120 trichterförmige Vorratsgruben für Walfleisch und Blubber. Von der Mitte der Allee führt ein 50 m langer Steinweg zu einem ebenen runden Platz von 4 bis 4,5 m Durchmesser. Der Fundplatz wird von Ethnologen als monumentale prähistorische Kultstätte der Eskimos gedeutet und auf das 14. bis 16. Jahrhundert n. Chr. datiert. Die Ähnlichkeit des Yupik-Namens der Insel, Sikluk, mit der Bezeichnung für die Vorratsgruben (siklugak) lässt aber auch die Deutung zu, dass es sich um einen Platz gehandelt haben könnte, an dem die gejagten Wale geflenst und eingelagert wurden. Die aufgestellten Walknochen hätten dann als Gestelle zum Trocknen der Boote gedient.